# Il segno dei quattro (film 2001)
Il segno dei quattro (The Sign of Four) è un film televisivo del 2001 diretto da Rodney Gibbons, tratto dal romanzo Il segno dei quattro di Arthur Conan Doyle.

## Trama
Agra (India), 1856: il sergente Small e i suoi tre scagnozzi derubano un principe indiano di un tesoro favoloso che nascondono, giurando con un segno rosso del proprio sangue di non rivelare niente a nessuno. Qualche tempo dopo, a Londra, Sherlock Holmes e John Watson ricevono in visita la giovane Mary Morstan che chiede loro di accompagnarla a un incontro con Thaddeus Sholto, un benefattore che ogni anno le ha recapitato una perla di inestimabile valore per volere del padre, il defunto capitano Sholto che aveva trovato il favoloso tesoro trafugato dal sergente Small. Lo scopo della visita è la spiegazione di tutto e la spartizione del tesoro, visto che il padre della signorina Mornstan era amico del capitano Sholto. Bartolomew, gemello di Thaddeus, viene assassinato con un dardo avvelenato e il tesoro, appena trovato, rubato. Alla fine l'anziano ex sergente Small confessa tutto prima di trafiggersi con un dardo avvelenato.